# Supporters du Liverpool FC

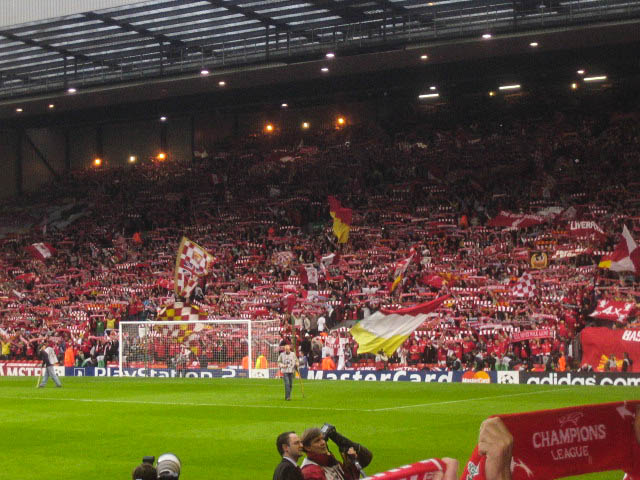
Le Kop en plein chant dans le stade d'Anfield

Les supporters du Liverpool FC, ou « Kopites », sont des supporters de football de l'équipe anglaise du Liverpool Football Club. Connus pour chanter You'll Never Walk Alone, l'hymne du club, ils se regroupent en associations aussi bien en Angleterre que dans d'autres pays européens. Des supporters du club sont impliqués en 1985 dans le drame du Heysel, et en 1989 dans la tragédie de Hillsborough, ayant tous deux entraîné plusieurs dizaines de morts.

## Groupes de supporters

### En Angleterre
Les supporters du club de Liverpool sont impliqués dans deux événements tragiques majeurs. Le premier est le drame du Heysel. Avant la finale de coupe d'Europe, les fans des Reds ont chargé en direction des supporters de la Juventus. Cela crée un mouvement de foule qui provoque la mort de 39 supporters de la Juventus. Après la finale, l'UEFA punit les clubs anglais et les exclut de toute compétition européenne pour cinq années. Le club du Liverpool Football Club, directement impliqué dans les événements, est d'abord écarté pour une durée indéterminée avant que la sanction soit réduite à six ans. Depuis, le club lutte contre le hooliganisme. Il y eut 27 arrestations après les évènements au stade du Heysel. La majorité de ces supporters venait de la Merseyside.
Ce drame viendra accentuer la rivalité déjà présente entre les clubs anglais et italiens et attiser une haine forte entre les supporters de Liverpool et ceux de la Juventus Turin.
Le second se déroule durant la demi-finale de FA Cup 1989 entre Liverpool et Nottingham Forest, 96 supporters de Liverpool sont morts, drame aussi connu sous le nom de tragédie de Hillsborough. Le journal anglais The Sun a publié un article intitulé « The truth » dans lequel il disait que les supporters de Liverpool ont fait les poches des morts et uriné sur les morts, et ont aussi attaqué les policiers. Des enquêtes ont prouvé que ces allégations sont fausses. La ville de Liverpool boycotte le journal depuis cet événement malgré les excuses du journal.

### À l'étranger
L'Association of International Branches est l'organe qui à la tête de tous les fans clubs du Liverpool Football Club. Le club a des groupes de supporters dans de nombreux pays d'Europe et dans le monde. Il y a plus de 200 groupes officiels de supporters. Parmi eux, on peut citer :
- Liverpool France ( France)[5],[6]
- Swiss Liverbirds ( Suisse)[7]

## Affluence
En 2006-2007, Liverpool avait la quatrième plus grande moyenne d'affluence pour un club anglais avec 43 561 supporters par match, soit 99,7 % de la capacité d'Anfield. Les supporters de Liverpool se nomme souvent les « Kopites », en référence au fans du Kop d'Anfield.

## Chants
Le chant You'll Never Walk Alone chanté par les supporters est connu dans le monde, musique de Rodgers et Hammerstein et enregistré par les musiciens de Liverpool Gerry and the Pacemakers, est l'hymne du club, et est chanté par Anfield depuis le début des années 1960. Ce chant a depuis gagné en popularité, jusqu'au fans des autres clubs dans le monde. Le titre du chant est sur le Shankly Gates, qui a été dévoilé le 2 août 1982, à la mémoire de l'ancien manager Bill Shankly. Les principaux chants populaires de Anfield sont : The Fields of Anfield Road, Poor Scouser Tommy et Liverbird Upon My Chest.